# Zelfportret (Theo van Doesburg)
Zelfportret is een schilderij van de Nederlandse kunstenaar Theo van Doesburg.

## Voorstelling

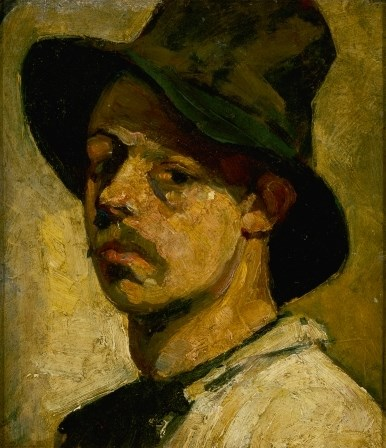
Theo van Doesburg. Zelfportret met hoed. Ca. 1910. Amsterdam, Stedelijk Museum Amsterdam.

Het stelt de schilder voor in een groene jas tegen een blauwe achtergrond.

## Toeschrijving en datering
Het schilderij is linksonder gesigneerd en gedateerd ‘Theo v Doesburg 1911’. In de literatuur werd het tot 2000 ook altijd zo gedateerd. Het werk is met zijn kleurrijke schaduwen en de sterke licht-donkerwerking echter sterk beïnvloed door het expressionisme. Rond 1911 schilderde Van Doesburg op een meer naturalistische manier en beeldde hij zich ook vaak af met pet en werkkleding. In de oeuvrecatalogus van Van Doesburg, die in 2000 verscheen, wordt op stilistische gronden een datering van 1915 vermoed. Van Doesburg antedateerde zijn werk wel vaker, vermoedelijk om indruk te maken op mede-avant-gardisten.

## Herkomst
In 1947-1948 verzorgde Van Doesburgs weduwe, Nelly van Doesburg, een reizende overzichtstentoonstelling in de Verenigde Staten met werk van haar man. Tijdens deze rondreis werd het verworven door de Amerikaanse filantroop Dorothy Erskine (1896-1982) in San Francisco. Haar erfgenaam liet het op 8 februari 2012 veilen bij veilinghuis Christie's in Londen. De koper is onbekend.